# 지폐

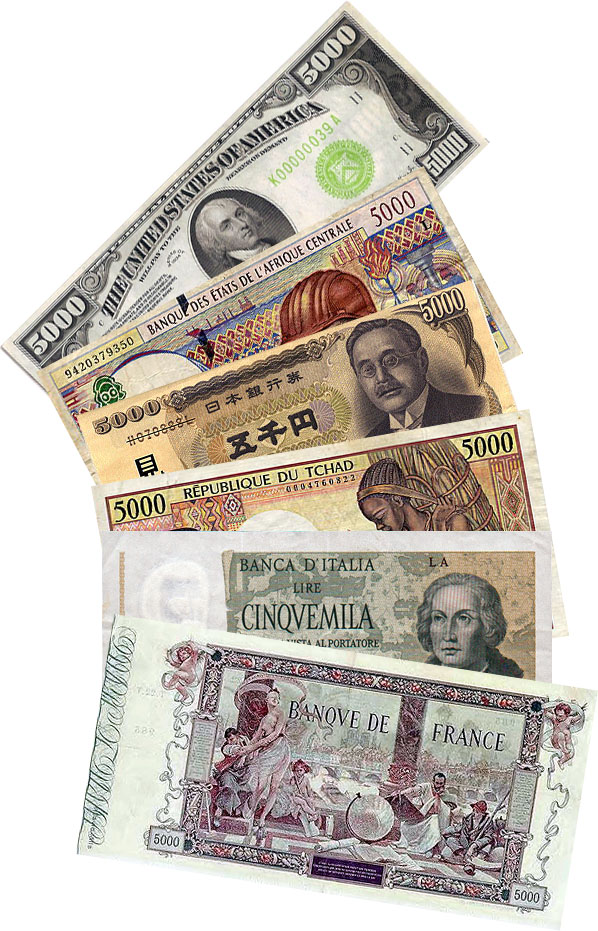
각기 다른 통화의 5000 가치의 지폐

지폐(紙幣, 문화어: 지페, paper money) 또는 은행권(銀行券, banknote)은 종이로 만든 화폐를 말한다. 오늘날 지폐에는 종이 뿐만 아니라 명주(실크)나 플라스틱 등의 소재도 쓰인다.

## 역사
세계에서 가장 오래된 지폐는 중국 한나라 때의 '피전(皮錢)'이라는 화폐로 알려져 있으며, 현재는 거의 모든 현대 국가들이 지폐를 만들고 사용한다.

### 한국의 지폐 역사
한국에서는 고려 말인 1391년(공민왕 3년) 자섬저화고라는 관청을 두어 처음으로 ‘저화’(楮貨)란 이름의 지폐를 생산하였다. 조선에서는 1401년(태종 10년) 사섬시라는 관청에서 지폐를 만들었으나, 실제로는 거의 유통이 되지 않았다.

## 같이 보기
- 은행
- 요판 인쇄
- 폴리머 지폐
- 화폐 주조세